# Ếch hang da sọc xanh
Ếch hang da sọc xanh (Danh pháp khoa học: Ranoidea alboguttata) là một loài ếch hang trong họ Hylidae. Đây là một loài ếch đặc biệt, Chúng có khả năng ngủ đông suốt nhiều tháng liên tục mà không chịu bất kỳ tổn hại nào về cơ.

## Đặc điểm
Loài ếch nhỏ, ngủ đông với chiều dài cơ thể khoảng 7,6 cm, luôn chui xuống đất và tự gói ghém cơ thể trong một lớp kén hình thành từ da lột của chúng khi các nguồn thức ăn khan hiếm trong môi trường sống. Chúng có khả năng ngủ đông suốt nhiều tháng liên tục mà không chịu bất kỳ tổn hại nào về cơ.
Nguyên nhân do một trong những gen có tên survivin bảo vệ các tế bào khỏi một cơ chế tự sát, vốn thường loại bỏ những tế bào bị tổn hại hoặc bị bệnh. Gen này cũng được ghi nhận tích cực hoạt động trong các tế bào ung thư của người. Một gen khác, kinaza kiểm soát 1, điều phối sự phân chia các tế bào và tu sửa DNA. Các sinh vật lưỡng cư Cyclorana alboguttata dường như ít chịu tổn hại hơn từ ROS. do việc gia tăng số lượng các chất chống oxy hóa bảo vệ, kể hai hợp chất thioredoxin và sulfiredoxin.